# Нягань (аеропорт)
Аеропорт Нягань(рос. Аэропорт Нягань) (IATA: NYA, ICAO: USHN) — аеропорт міста Нягань.

## Приймаємі типиВС
Літаки Ту-154, Як-42, ATR 42, ATR 72, Bombardier CRJ, Bombardier Dash 8, Embraer EMB 120 Brasilia, Embraer ERJ-145, Embraer E-190, Saab 340, Saab 2000, Sukhoi Superjet 100 і все більш легкі, а також вертольоти всіх типів. Класифікаційне число ВПП ( PCN ) 24 / R / A / X / T.

## Показники діяльності
| рік            | 2014 | 2015 | 2016 | 2017 |
| тис. пасажирів | 41,1 | 30,4 | 18,9 | 14,2 |
| Джерела:       |      |      |      |      |

Див. джерело запитів Вікіданих та джерела.

## Авіалінії та напрямки
| Авіакомпанія   | Пункт призначення |
| -------------- | ----------------- |
| Utair          | Білоярськ, Тюмень |
| Yamal Airlines | Єкатеринбург      |

## Події
- 24 червня 2003 року літак Ту-134, що належить воронезькій авіакомпанії «ВоронежАвіа», що виконував рейс ВЖ 9430, не зміг здійснити зліт в аеропорту Нягань і викотився за межі злітно-посадкової смуги. Причиною інциденту стало те, що літак не зміг набрати необхідної для зльоту швидкості під час розбігу. Лайнер мав виконати завдання по повітряної зйомки в районі міста Салехарда, тому на борту, крім екіпажу, перебували три оператора аерофотозйомки. Ніхто з людей не постраждав, хоча літак отримав ряд пошкоджень.